# Pierre Courtens
Pour les articles homonymes, voir Courtens.
 (avril 2017).
Si vous disposez d'ouvrages ou d'articles de référence ou si vous connaissez des sites web de qualité traitant du thème abordé ici, merci de compléter l'article en donnant les références utiles à sa vérifiabilité et en les liant à la section « Notes et références ».
Pierre Courtens est un peintre français d'origine belge né à Bruxelles le 24 mars 1921 et mort à Ribérac (Dordogne) le 8 avril 2004.
Le baron Pierre Courtens est la troisième génération de peintres avec son frère Jacques Courtens (1926-1988), fils de Hermann Courtens (1884-1956), petit-fils de Franz Courtens (1854-1943). Son grand-père, puis son père, directeur de l'Académie royale des beaux-arts de Bruxelles, ont été anoblis par le roi des Belges pour leur talent et ce titre est devenu héréditaire.

## Biographie
En 1942, Pierre Courtens entre à l’Académie des beaux-arts de Saint-Josse-ten-Noode, ayant comme professeur le peintre Jacques Maes. Il étudie également l'art décoratif monumental chez Anto-Carte, suit les cours à l'Académie supérieure du Royaume de Belgique à Anvers en eaux-fortes et gravures sur bois (Cours Broccas).
En 1947, après de nombreux séjours, en France et en Hollande, Pierre Courtens se fixe à Paris où il donne libre cours à sa fantaisie personnelle, s'éloignant en cela de la peinture ancestrale classique. L'artiste vit à Montparnasse et fréquente les artistes Jean-Michel Atlan, Oscar Dominguez, Ossip Zadkine, Emmanuel Mané-Katz, côtoie  fréquemment Jacques Villon à Puteaux chez Camille Renault, fait partie des peintres de l’École de Puteaux. Il est l'ami du peintre René Pradez rattaché lui aussi à Camille Renault qu'il peint plus de deux fois.
Il est notamment célèbre pour les portraits qu'il fit d'Antonin Artaud, qu'il rencontra en 1946.

## Expositions
- 1947 : participe aux Affiches publicitaires en Hollande (America Line) avec son frère Jacques.
- 1947 : exposition  à la galerie Pierre Maurs à Paris : au Salon des réalités nouvelles, au Salon des indépendants, au Salon des surindépendants, toujours avec son frère Jacques.
- 1948 : participe au Salon des moins de trente ans, et avec les anciens élèves de l'Académie d'Anvers, au palais des Beaux-Arts de Bruxelles.
- 1949 : Salon des indépendants.
- 1951 : participe à l'exposition « Visages Présents » à Knocke-le-Zoute en Belgique, exposition de groupe avec Édouard Goerg, Auguste Herbin, Moïse Kisling, André Lhote, Constant Permeke, V. Servrank, Jacques Villon, Henry de Waroquier, et à la galerie Appolo à Bruxelles (commissariat de Jacques Courtens).
- Jusqu'en 1972, nombreuses expositions particulières chez Camille Renault à Paris et à Puteaux.

## Réception critique
« N’espérons pas donner une idée de l’art de Courtens en nous livrant au jeu habituel des comparaisons. Les éléments de comparaison font presque complètement défaut. Nous sommes en présence de toiles qui ressemblent fort peu à ce que les peintres anciens ou modernes tirent ou ont tiré de thèmes classiques tels que le portrait, le nu, le paysage urbain. L’artiste procède par à plats strictement délimités par un graphisme impeccable, mais avec une telle recherche quant à la couleur que l’effet produit est des plus inattendus. Une forte personnalité » - Galerie Renault, Paris.
« C'est en 1946, à l'âge de 25 ans, que Pierre Courtens rencontra Antonin Artaud. Rencontre choc. Rencontre approche-recul. Rencontre contact-épreuve de l'in/tact. Rencontre hiatus, heurtement au cri et au manque. Rencontre torse et torturante. Rencontre en abîme.
Rencontre interférence de l'œil naissant du peintre et du regard mortifère du poète. Rencontre si intense que Pierre Courtens, trente ans après, n'a pas fini d'en épuiser le sens. Combien de visites Courtens fit-il à Artaud dans son pavillon d'Ivry sur Seine ? Le temps d'exécuter 40 portraits d'Artaud, une trentaine de dessins sur le vif, une dizaine de toiles de mémoire.
Exposition en 1947 de Antonin Artaud - Les Fiancés" à la Galerie Pierre Maurs. Dans les années qui suivirent, Courtens peignit à l'huile huit autres "Visages Intérieurs" d'Artaud.
Il y aurait de par le monde, (en  Allemagne, Amérique du Sud, Angleterre, Belgique, Canada, États-Unis, France, Hollande, Suisse, Turquie), disséminés dans des collections privées, près d'une cinquantaine de Portraits d'Artaud, peints ou dessinés par Courtens. » - Michel Camus.
« Son talent original et complexe s'exprime par un style particulier, apparenté, mais de loin, à celui de Villon. Il décompose les figures et les paysages en aplats de formes très irrégulières, de couleurs vives et gratuites, parfois réduits à des signes éperdus, comme dans son évocation d'Artaud.
Aucune ligne droite chez lui, mais un puzzle imprévu qui marque la réalité d'une stylisation large et somptueuse où le vide et le plein se combinent en une allégresse sans cesse renouvelée, très étonnante. » - Raymond Charmet.
« Courtens possède la puissance d'un Bacon, actuellement apprécié, et l'étrangeté d'un Van Gogh, à qui certains connaisseurs le comparent. Souhaitons que ceux-ci sachent l'imposer en son temps. Une exposition d'une grande portée, originale et puissante, qu'il ne faut pas manquer. » - Dody.
« D'une poétique de maniérisme graphique originale, Pierre Courtens, plus insolite par la forme que par la subjectivité de son œuvre, reste comme James Ensor, Constant Permeke et Octave Landuyt tel que ces puissants créateurs, insoumis, par une expression anarchique et informelle, confirmant ma maxime "en art, le vice de forme devient vertu". » - Vallobra.
« Maître de sa technique jusqu'à lui donner des variations nouvelles selon les thèmes choisis, Courtens aborde la peinture à la fois sereinement parce qu'il peut tout dire, mais aussi, en inquiet parce qu'il n'a jamais fini d'exprimer les richesses infinies de la vie. » - Sabine Marchand.
« Nous retrouvons chez cet artiste belge quelques œuvres qui nous rappellent une exposition antérieure où déjà les teintes sobres se côtoyaient en aplats habilement nuancés, dégageant la complexité des sentiments intimes. Aujourd'hui, certains portraits se décomposent en petites parcelles finement cernées, qui donnent au visage, non pas l'aspect de la réalité, mais une expression étonnamment vivante. Par ailleurs, Courtens montre une grande toile "Le Phénix" où la tête majestueuse de l'oiseau émerge d'un univers de couleurs vives inhabituelles, comme jetées là par la force d'un geste intempestif. Il est possible que l'artiste s'oriente vers une expression plus lyrique qui apaiserait quelque peu le souffle dramatique qui plane sur son œuvre. » - Lucette Schouler.
« D'étranges portraits. Beaucoup d'idées. Des collages, des jeux de mots. C'est à la fois pop et impressionniste et ce mélange est heureux. Remarqué : "Mie de pain", un quignon de pain collé sur une toile. Figurant deux joueurs de baseball : "Circuit du salaire", une tête d'ouvrier portant une casquette dont les contours sont un itinéraire fléché. » - Claude Bouyere.
« Les toiles de Courtens marquent les étapes d'une évolution depuis le cubisme élargi des débuts vers un graphisme léger qui n'est pas, dans ses vues de Paris, sans évoquer le trait de Raoul Dufy.
Avec ces deux portraits hallucinants, le Phénix est indubitablement le chef-d'œuvre de cette exposition. L'artiste a su transposer à travers le sujet, un rêve d’exaltation tragique où l’éclaboussement des couleurs, magnifiquement équilibrées s’harmonise sans heurts. Du grand art, les sujets de ces toiles portent des titres qui sont aussi les marques de notre temps. » - Réne Vauclin.
« Le jeune peintre Suros pense profondément son univers personnel, ou mieux son système du monde. Il le médite avec une lucidité, une intensité qui le pousse vers l'irrévélé, vers les anatomies, les structures intimes recréées, mais recréées en fonction de ce qui peut hanter parfois l'homme : un corps nouveau sans  viscères, un corps débarrassé de tout envoûtement viscéral : ainsi le portrait d'Antonin Artaud. Il y a à cet égard, dans le dessin de Suros, une particulière fermeté de trait, non certes dans le sens “rassurant” de ce terme mais bien plutôt dans le sens d'une stricte réponse à la pensée. Tels réseaux d'architectures vasculaires se laissent à peine entamer de couleurs, qui pourtant leur confèrent une évidence, une évidence de récréation physiologiques. Celle-ci est une sorte de côte à côte du réel, et aussi une transformation même de ce réel. La pensée de Suros est typiquement celle d'un homme à la fois seul et lié au monde et à l'homme, et réinventant ses rapports avec l'un et l'autre. Il y a lieu, à  cet égard, de parler d'une série de dessins intitulés notamment L'Esclave et J'écoute, où se révèle l'intense méditation cérébrale de Suros. L’Esclave, couché de tout son poids sur la terre, nous apparaît complexé de telle manière qu'il doit être à la fois mécaniquement adapté à sa servitude  et pourtant maître et détenteur de forces, de pouvoirs magnétiques et humains, qui font de lui un être dont le signe peut toujours changer. J'Écoute est une figure qui, elle aussi en somme se fait envoûter, cette fois, par le téléphone, mais qui, en même temps laisse aussi prévoir sa force les traits de ce visage, schématisés, sont par là-même plus symptomatiques, plus en confidence avec les secrets de l'être, les secrets du corps qui, pour les initiés monistes, sont aussi ceux de l'âme; de cette âme qui, pour eux, n'est que la “sueur du corps”. Le jeune peintre Suros poursuit un accomplissement attentif dont il convie de surveiller les données, et les œuvres, issues durement, violemment les unes des autres. » - Marcel Le Conte, article pour un journal artistique belge[Lequel ?], 1967.